# Yohan Cabaye
Yohan Cabaye (Tourcoing, 14 de gener de 1986) és un futbolista professional francès, que juga pel Paris Saint-Germain de la lliga francesa.
Mesura 1,75m. i pesa 72 kg. Yohan Cabaye destaca com a migcentre creatiu.
El 13 de maig de 2014, l'entrenador de la selecció francesa Didier Deschamps el va incloure a la llista final de 23 jugadors per representar França a la Copa del Món de Futbol de 2014.